# Angyal (keresztnév)
Az Angyal női név az Angyalka kicsinyítőképző nélküli formája.

## Rokon nevek
Angyalka, Angella, Angéla, Angelika, Angelina, Andelina, Andelin

## Gyakorisága
Az újszülöttek körében az 1990-es években szórványos volt. A 2000-es és a 2010-es években sem szerepelt a 100 leggyakrabban adott női név között.
A teljes népességre vonatkozóan az Angyal sem a 2000-es, sem a 2010-es években nem szerepelt a 100 leggyakrabban viselt női név között.

## Névnapok
január 4., január 27., május 31.

## Egyéb Angyalok

### Földrajzban
- Angyalföld, Budapest XIII. kerületének városrésze
- Angyalkút, település Romániában
- Angyalos, település Romániában
- Angyal-forrási-barlang, barlang Tatán

### Építmények
- Angyal híd, Esztergomban
- Angyalvár, Hadrianus császár síremléke Rómában

### Biológiában
- Angyalcápa-alakúak, a porcos halak egyik rendje
- Angyalgyökér, növény

### Egyéb
- Angyal, bibliai alak
- angyal heraldikai szimbólum
- Angyalkert, Magyarország első óvodája